# Spilosmylus camerunensis
Spilosmylus camerunensis là một loài côn trùng trong họ Osmylidae thuộc bộ Neuroptera. Loài này được van der Weele miêu tả năm 1905.